# Nea Salamina Famagusta
Nea Salamis Famagusta ou Nea Salamina Famagusta (nome oficial: Athletic Club Nea Salamis Famagusta) é um clube desportivo cipriota localizado em Famagusta. Fundado em 1948, deve o seu nome à cidade antiga de Salamina.
Hoje, o clube mantém secções masculinas de futebol and voleibol, e antigamente possuía departamentos de futebol feminino, tal como atletismo, desportos aquáticos a tênis de mesa.

## História
Nea Salamina foi fundado em 7 de Março de 1948 para resolver um conflito político: os outros clubes de Famagusta, Evagoras Gymnastic Association GSE (em grego:  Γυμναστικός Σύλλογος Ευαγόρας) e Anorthosis Famagusta FC, impuseram restrições a atletas de esquerda e, em Maio, os atletas do Nea Salamina recusaram-se a assinar uma declaração de "consciência nacionalista", e a Associação Atlética Amadora Helénica (SEGAS) proibiu-os de entrarem no Estádio GSE.
O Nea Salamina e outros clubes recentes similares fundaram a Federação de Futebol Amador de Chipre, responsável por organizar campeonatos e taças juntamente com a Associação de Futebol do Chipre. Eventualmente, os dois organismos fundiram-se em 1953, e o Nea tornou-se membro da CFA. Com a invasão turca de Chipre da parte norte da ilha em 1974, o clube tornou-se um "refugiado", localizando-se em Lárnaca a partir daí.
A secção masculina de futebol é a mais antiga do clube, tendo nascido em 1948. Os seus maiores feitos foram ganhar a Copa do Chipre e a Super Copa do Chipre em 1990, e os jogos caseiros são disputados no Estádio Ammochostos; de 2006 a 2010, também existiu uma equipa de futebol feminino.
A equipa de voleibol masculino é uma das mais importantes no país. Depois de organizar torneios locais com grande afluência de 1954 a 1975, decidiu finalmente criar uma equipa em Limassol, e veio a conquistar nove campeonatos nacionais, sete taças e oito supertaças, com seis campeonatos e taças consecutivas entre 1998 e 2003; joga no pavilhão Spyros Kyprianou Athletic Centre e, durante sete anos (1978 a 1985), teve uma secção feminina.